# Bayan-Ovoo, Khentii
Bayan-Ovoo (tiếng Mông Cổ: Баян-Овоо) là một sum của tỉnh Khentii tại miền đông Mông Cổ. Vào năm 2010, dân số của sum là 2.612 người.

## Địa lý
Sum có diện tích khoảng 3.381 km2 và giáp với 2 tỉnh Dornod và Sükhbaatar. Địa bàn Bayan-Ovoo nằm ở vùng núi Tumentogt Ovoo, và có các dòng sông Kherlen, Tsagaan, Gurniy và Jargalant chảy qua.
Động vật có cáo và mèo hoang.

### Khí hậu
Bayan-Ovoo có khí hậu lục địa (phân loại khí hậu Köppen Dwb) với mùa hè ấm áp và mùa đông lạnh giá. Hầu hết lượng mưa rơi vào mùa hè, với một chút tuyết vào mùa thu và mùa xuân. Mùa đông khá khô, thỉnh thoảng có tuyết rơi nhẹ.
| Dữ liệu khí hậu của Bayan-Ovoo           | Dữ liệu khí hậu của Bayan-Ovoo | Dữ liệu khí hậu của Bayan-Ovoo | Dữ liệu khí hậu của Bayan-Ovoo | Dữ liệu khí hậu của Bayan-Ovoo | Dữ liệu khí hậu của Bayan-Ovoo | Dữ liệu khí hậu của Bayan-Ovoo | Dữ liệu khí hậu của Bayan-Ovoo | Dữ liệu khí hậu của Bayan-Ovoo | Dữ liệu khí hậu của Bayan-Ovoo | Dữ liệu khí hậu của Bayan-Ovoo | Dữ liệu khí hậu của Bayan-Ovoo | Dữ liệu khí hậu của Bayan-Ovoo | Dữ liệu khí hậu của Bayan-Ovoo |
| Tháng                                    | 1                              | 2                              | 3                              | 4                              | 5                              | 6                              | 7                              | 8                              | 9                              | 10                             | 11                             | 12                             | Năm                            |
| ---------------------------------------- | ------------------------------ | ------------------------------ | ------------------------------ | ------------------------------ | ------------------------------ | ------------------------------ | ------------------------------ | ------------------------------ | ------------------------------ | ------------------------------ | ------------------------------ | ------------------------------ | ------------------------------ |
| Cao kỉ lục °C (°F)                       | 1.3 (34.3)                     | 7.8 (46.0)                     | 20.8 (69.4)                    | 28.8 (83.8)                    | 35.5 (95.9)                    | 39.8 (103.6)                   | 39.8 (103.6)                   | 36.4 (97.5)                    | 30.5 (86.9)                    | 28.6 (83.5)                    | 15.6 (60.1)                    | 3.0 (37.4)                     | 39.8 (103.6)                   |
| Trung bình ngày tối đa °C (°F)           | −14.5 (5.9)                    | −10.5 (13.1)                   | −0.2 (31.6)                    | 10.5 (50.9)                    | 19.1 (66.4)                    | 24.0 (75.2)                    | 25.4 (77.7)                    | 23.4 (74.1)                    | 17.6 (63.7)                    | 9.3 (48.7)                     | −4.2 (24.4)                    | −12.1 (10.2)                   | 7.3 (45.2)                     |
| Trung bình ngày °C (°F)                  | −20.9 (−5.6)                   | −18.3 (−0.9)                   | −8.4 (16.9)                    | 2.2 (36.0)                     | 10.7 (51.3)                    | 16.7 (62.1)                    | 18.8 (65.8)                    | 16.7 (62.1)                    | 9.7 (49.5)                     | 1.0 (33.8)                     | −10.8 (12.6)                   | −18.1 (−0.6)                   | −0.1 (31.9)                    |
| Tối thiểu trung bình ngày °C (°F)        | −26.3 (−15.3)                  | −24.9 (−12.8)                  | −15.7 (3.7)                    | −5.3 (22.5)                    | 2.4 (36.3)                     | 9.8 (49.6)                     | 12.5 (54.5)                    | 10.6 (51.1)                    | 3.0 (37.4)                     | −5.7 (21.7)                    | −16.7 (1.9)                    | −23.1 (−9.6)                   | −6.6 (20.1)                    |
| Thấp kỉ lục °C (°F)                      | −42.7 (−44.9)                  | −40.3 (−40.5)                  | −37.1 (−34.8)                  | −20.3 (−4.5)                   | −10.3 (13.5)                   | −1.3 (29.7)                    | 1.1 (34.0)                     | −1.3 (29.7)                    | −7.4 (18.7)                    | −23.8 (−10.8)                  | −33.5 (−28.3)                  | −42.5 (−44.5)                  | −42.7 (−44.9)                  |
| Lượng Giáng thủy trung bình mm (inches)  | 1.8 (0.07)                     | 2.1 (0.08)                     | 3.1 (0.12)                     | 10.6 (0.42)                    | 15.6 (0.61)                    | 46.2 (1.82)                    | 79.8 (3.14)                    | 74.4 (2.93)                    | 29.7 (1.17)                    | 10.1 (0.40)                    | 5.6 (0.22)                     | 3.8 (0.15)                     | 282.8 (11.13)                  |
| Số ngày giáng thủy trung bình (≥ 1.0 mm) | 0.5                            | 0.7                            | 0.8                            | 2.0                            | 3.1                            | 6.6                            | 9.7                            | 8.7                            | 4.9                            | 2.4                            | 1.3                            | 1.1                            | 41.8                           |
| Nguồn: NOAA (1962-1990)                  |                                |                                |                                |                                |                                |                                |                                |                                |                                |                                |                                |                                |                                |